# Kia Enterprise
Kia Enterprise (Mazda Sentia) — серия легковых автомобилей люкс-класса, выпускавшихся южнокорейской корпорацией Kia Motors с 1997 до 2002 года в одном поколении. Базовой моделью для Kia Enterprise стала японская Mazda Sentia.

## Первое поколение
Впервые автомобиль Mazda Sentia (HD; 1991—1996) был представлен в 1991 году. Представляет собой преемник автомобиля Mazda Luce. В Канаде автомобиль получил индекс 929 Serenia.
Автомобиль оборудован антиблокировочной системой, круиз-контролем и системой вентиляции. Производство завершилось в 1996 году.

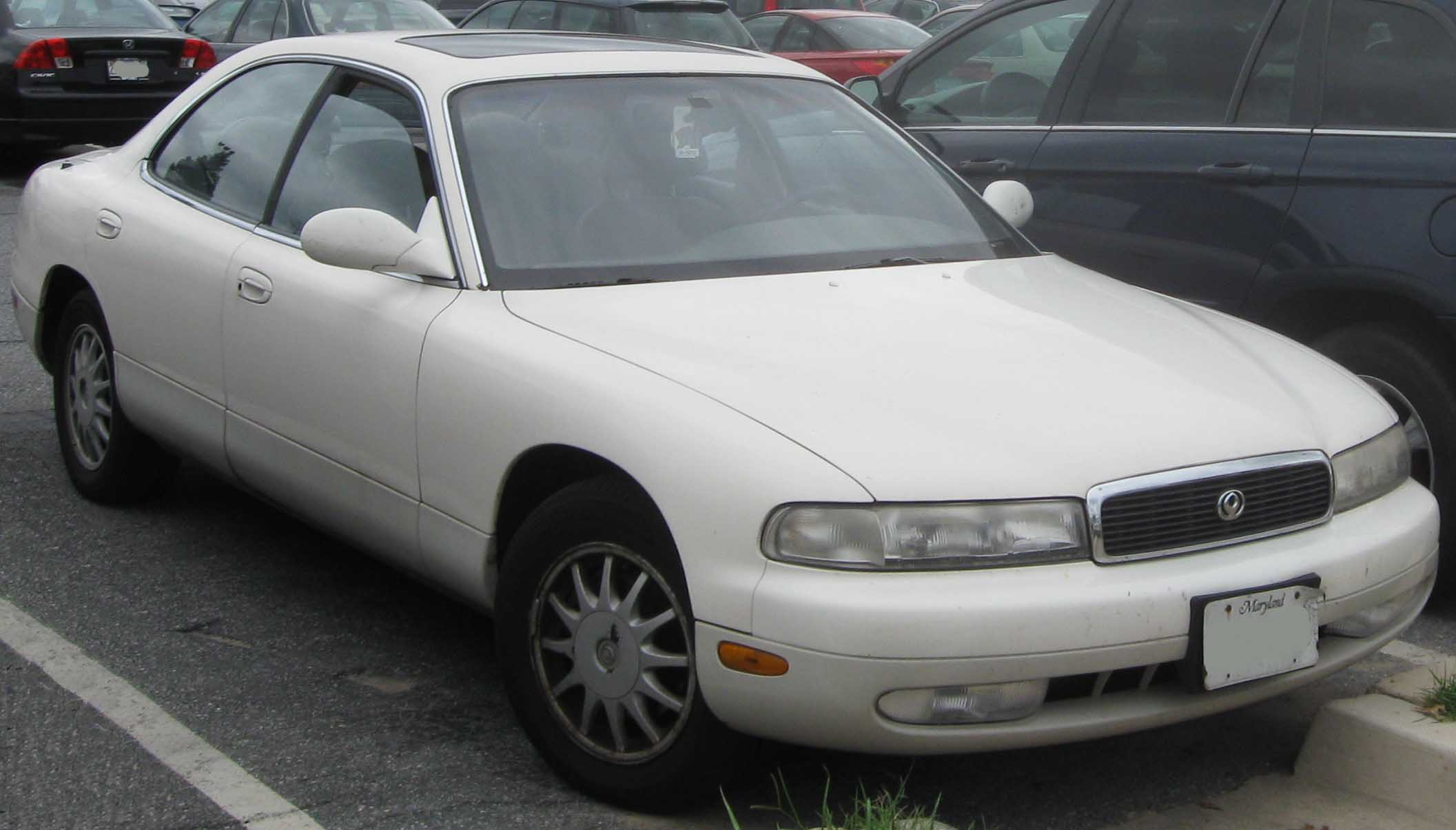
Mazda 929
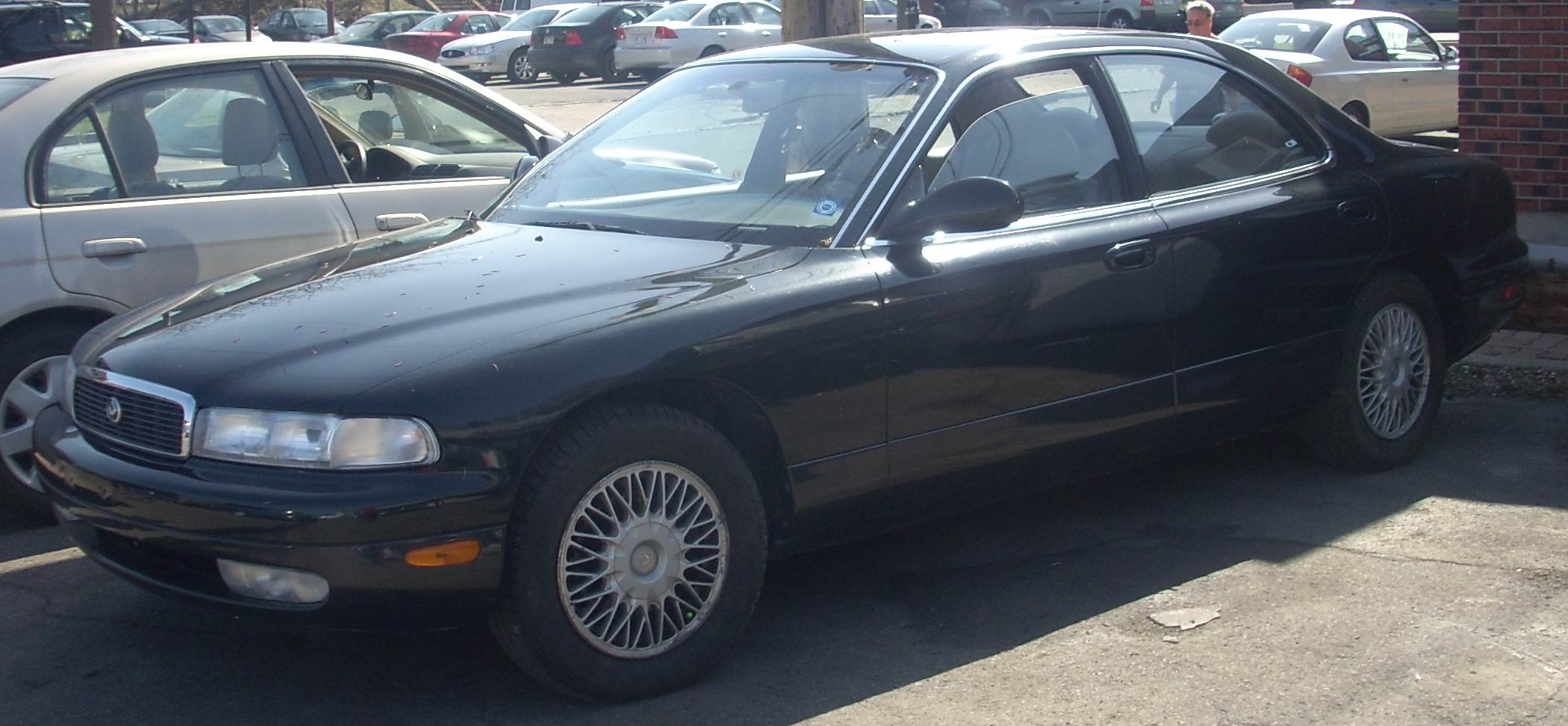
Mazda 929 Serenia (Канада)
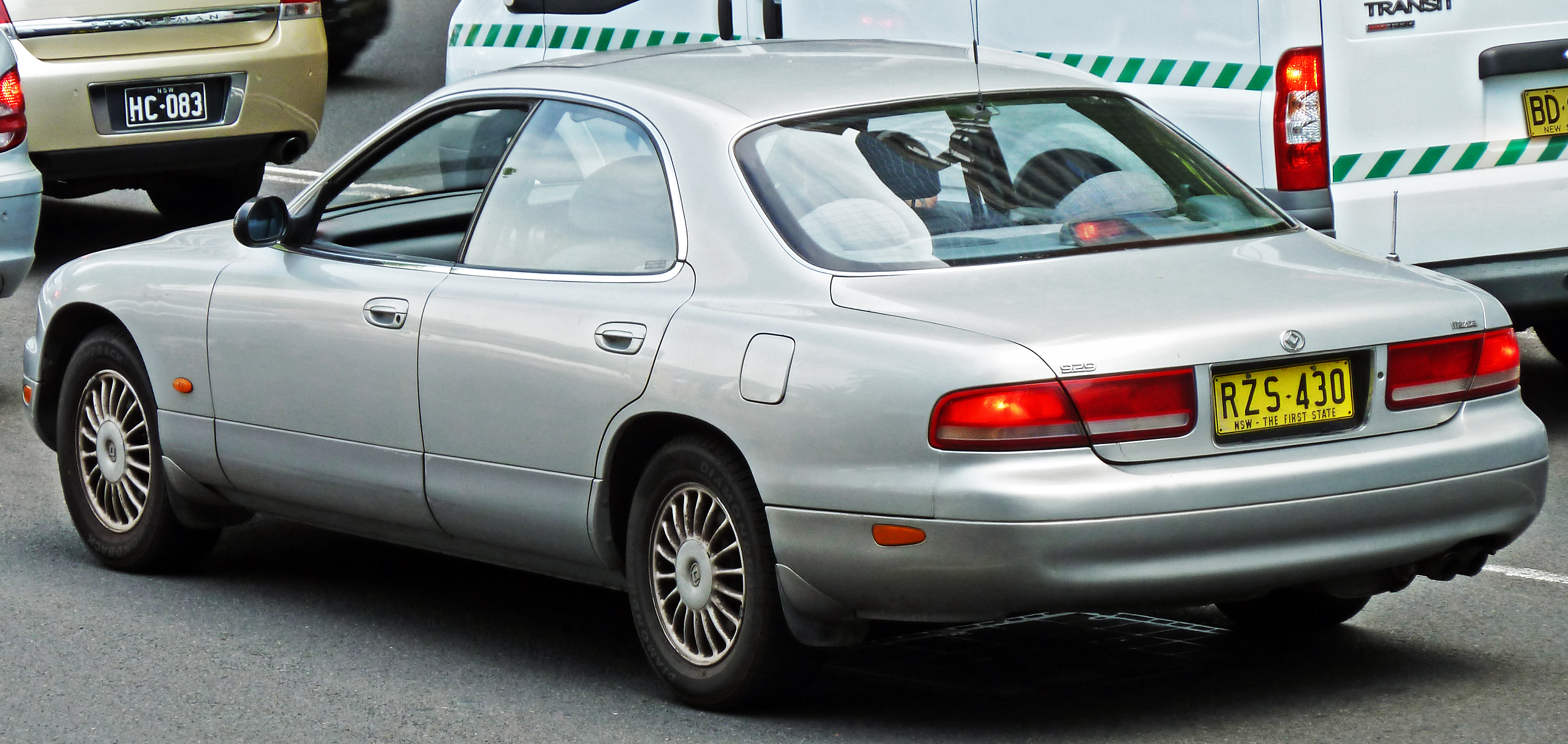
Mazda 929 (HD) (Австралия)

## Второе поколение
Автомобили Mazda Sentia второго поколения (HE; 1995—1999) серийно производились с конца 1995 года в Азии и с апреля 1996 года в Австралии. Представляет собой конкурента немецкой модели BMW E39. Окончательно производство в Японии завершилось в 1999 году по причине слияния заводов Kia Motors и Hyundai Motor Company.

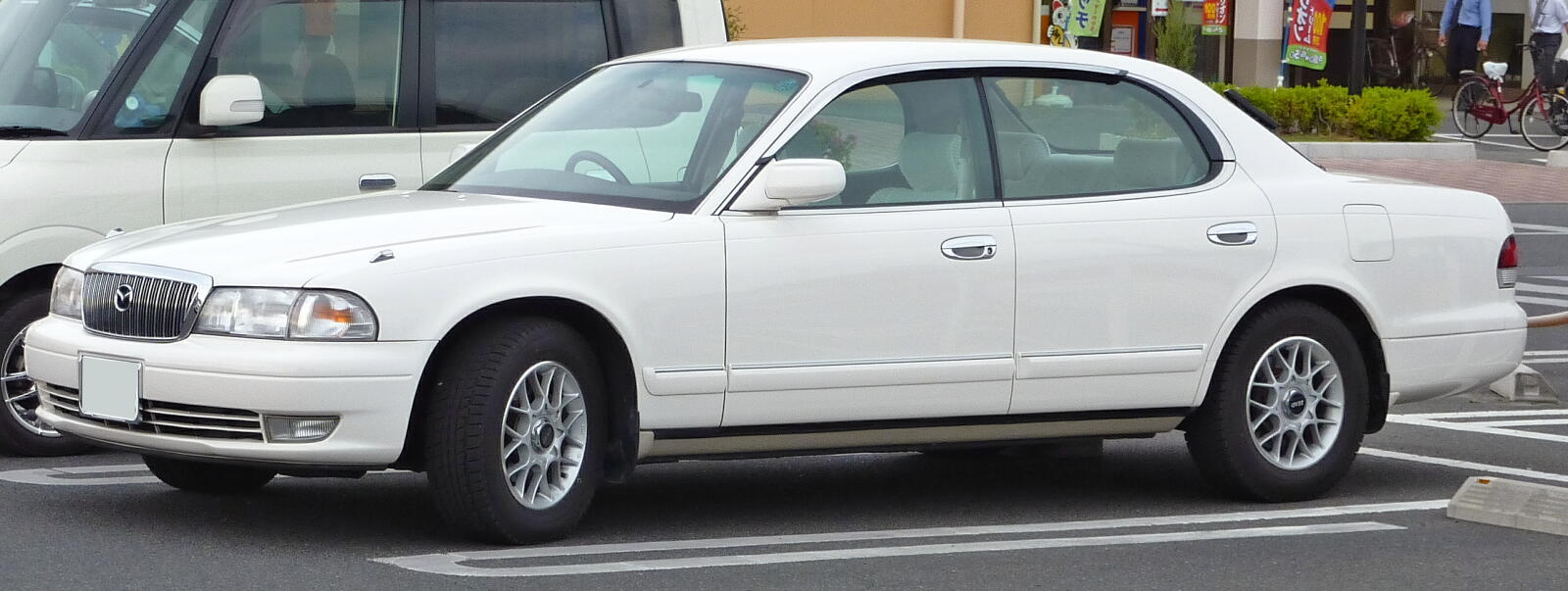
Mazda Sentia (HE)
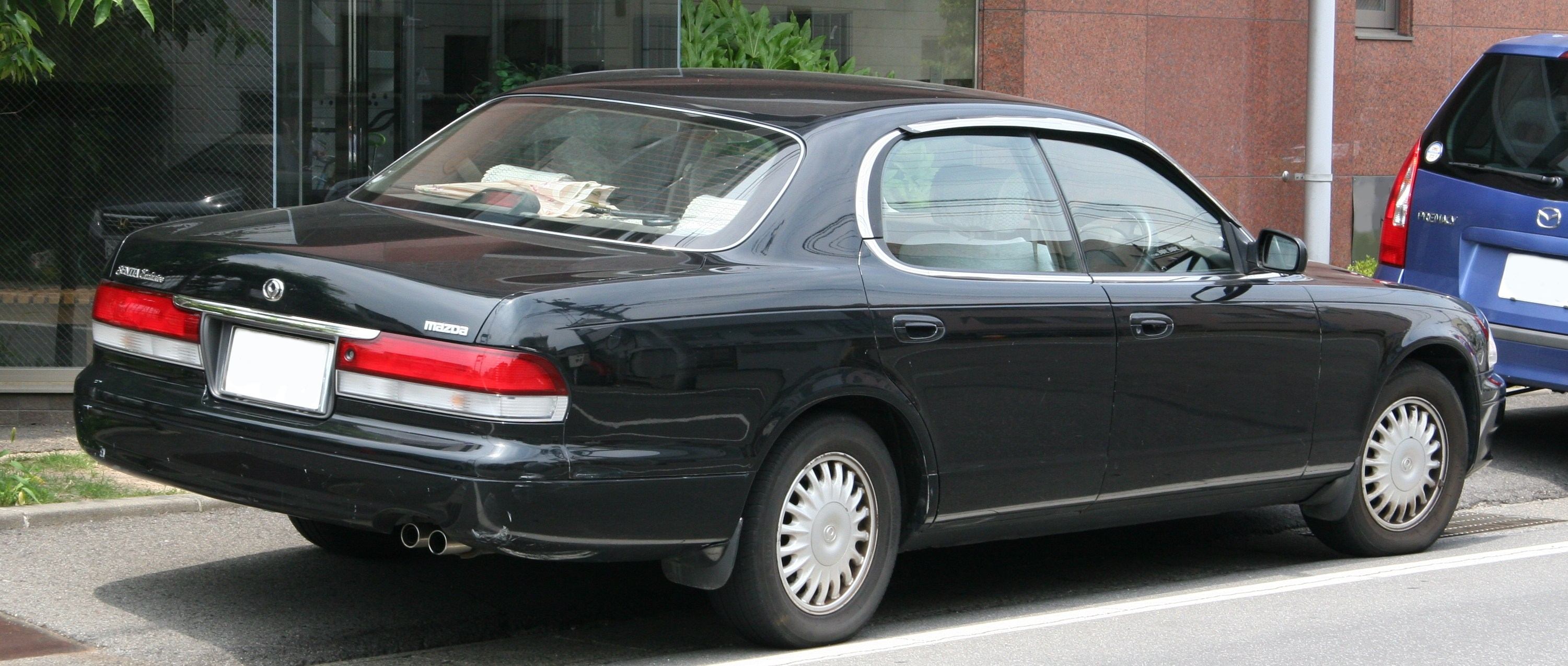
Вид сзади
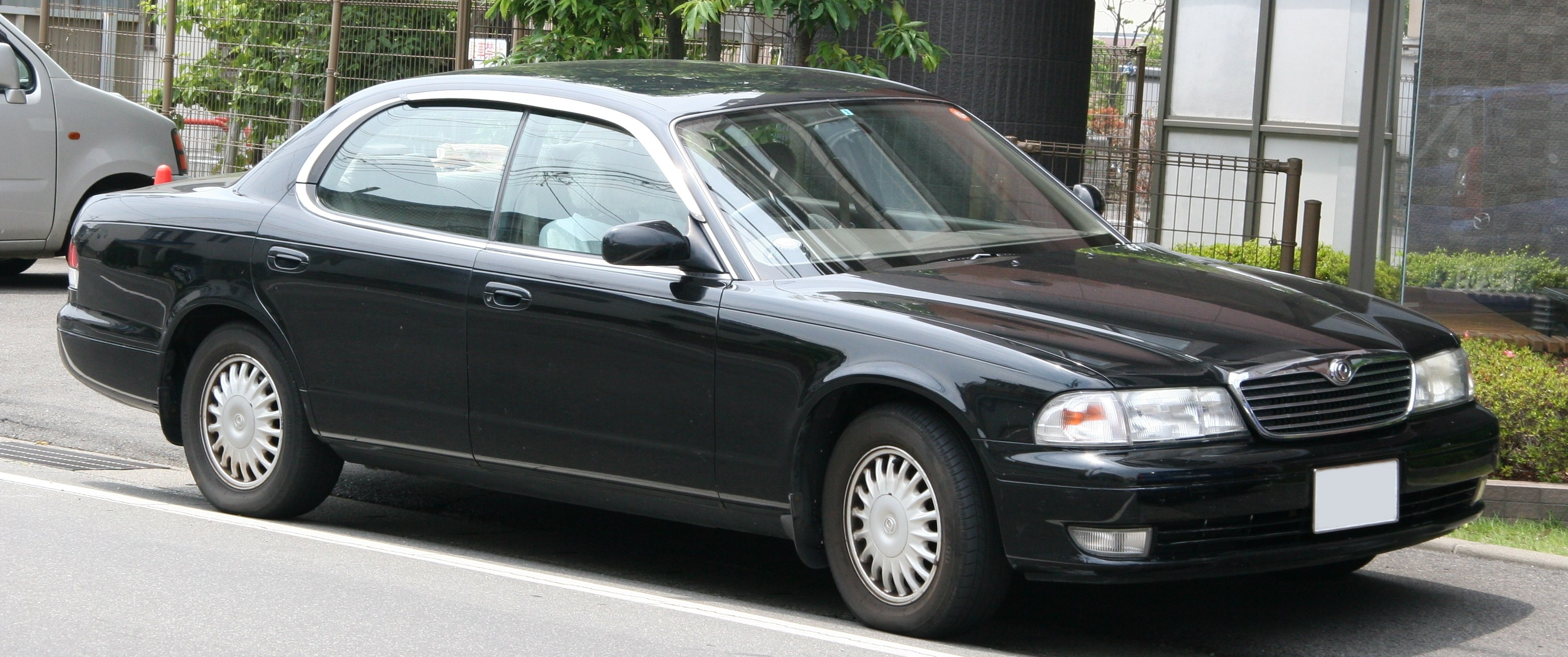
Вид спереди

## Kia Enterprise
В 1996 году на базе автомобиля Mazda Sentia был разработан люкс-седан в Kia Motors, где получил название Kia Enterprise. В 2002 году он был снят с производства и заменён моделью Kia Opirus.

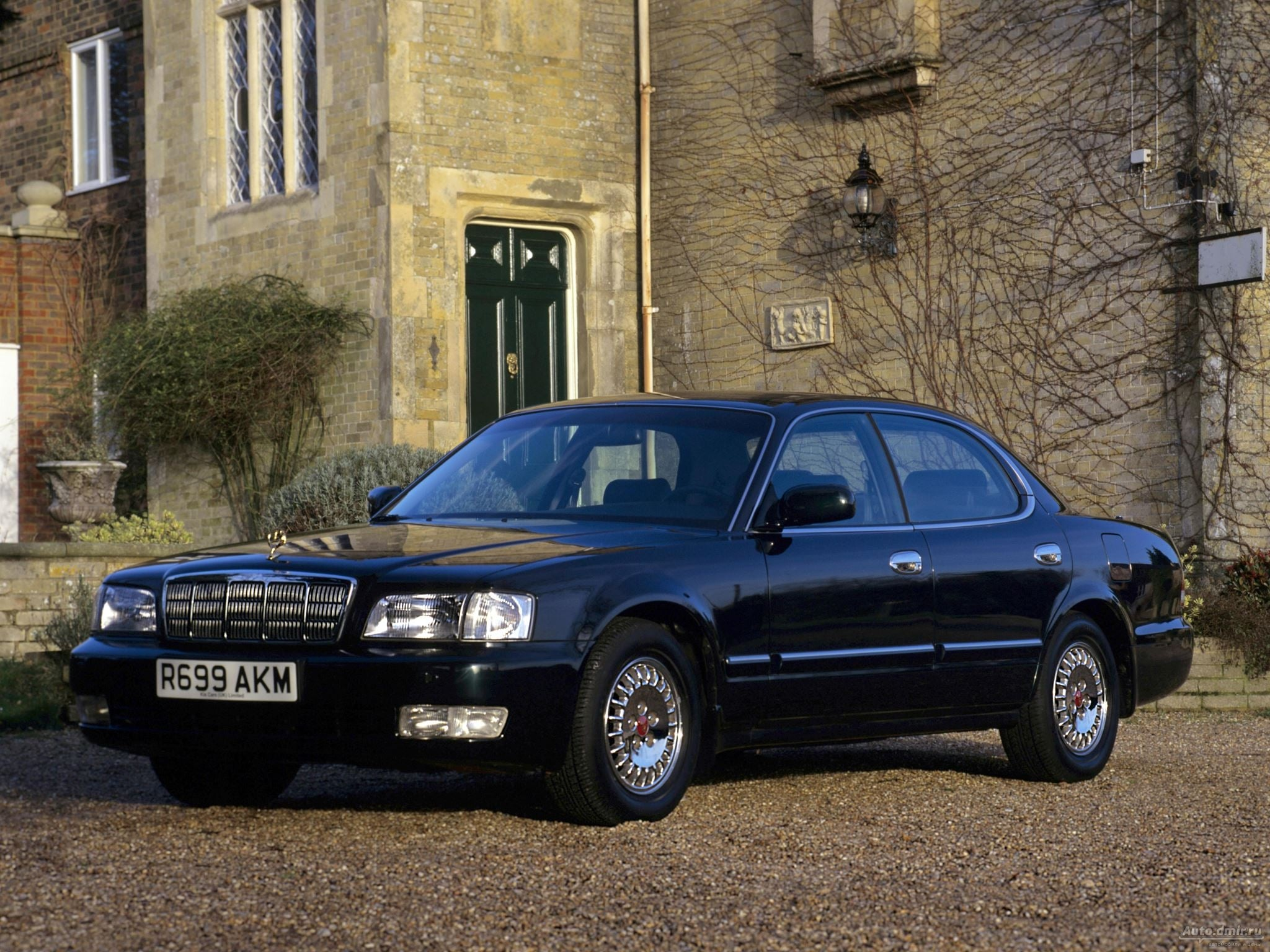
Kia Enterprise 1997
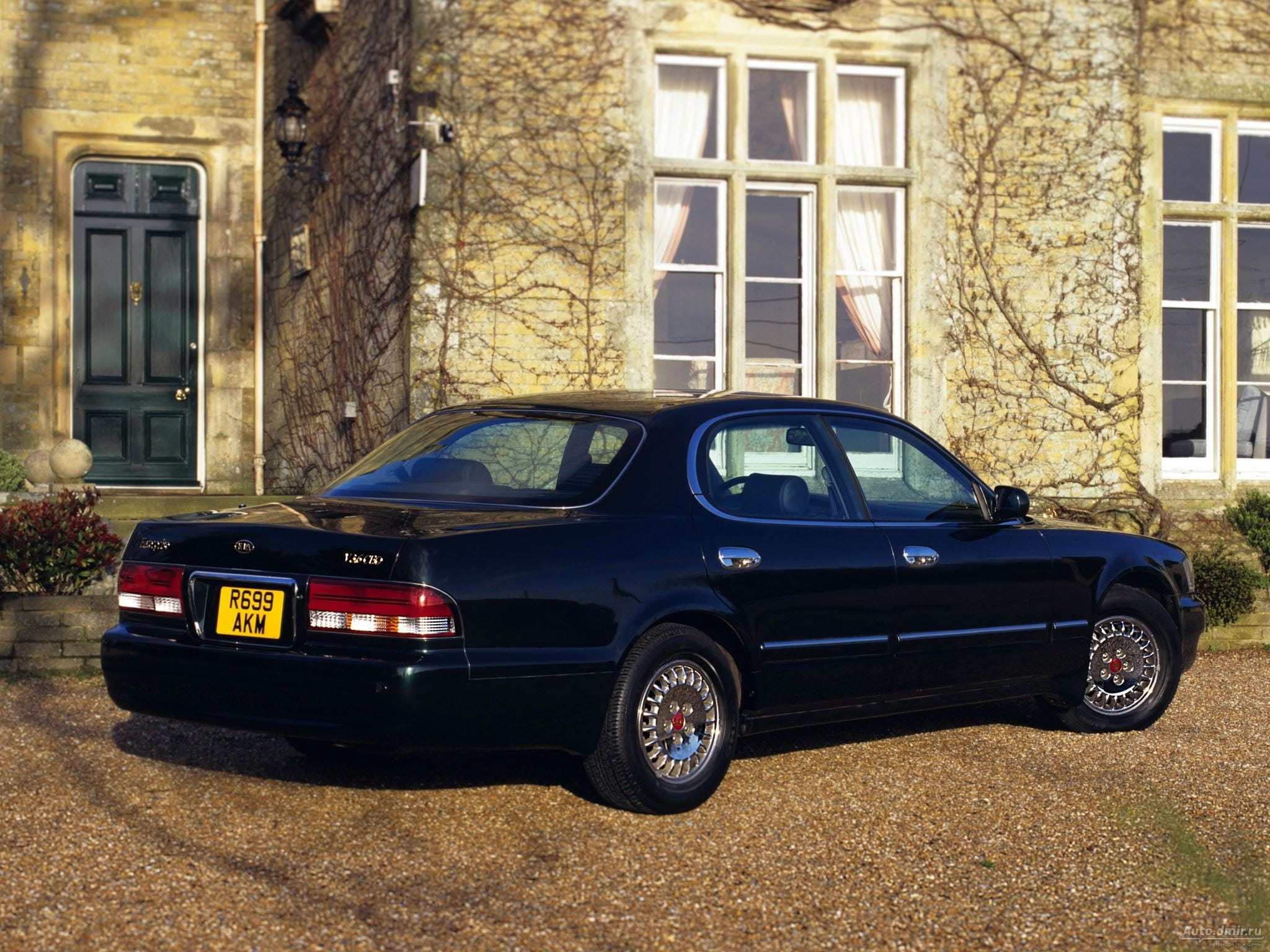
Kia Enterprise 1997 (вид сзади)
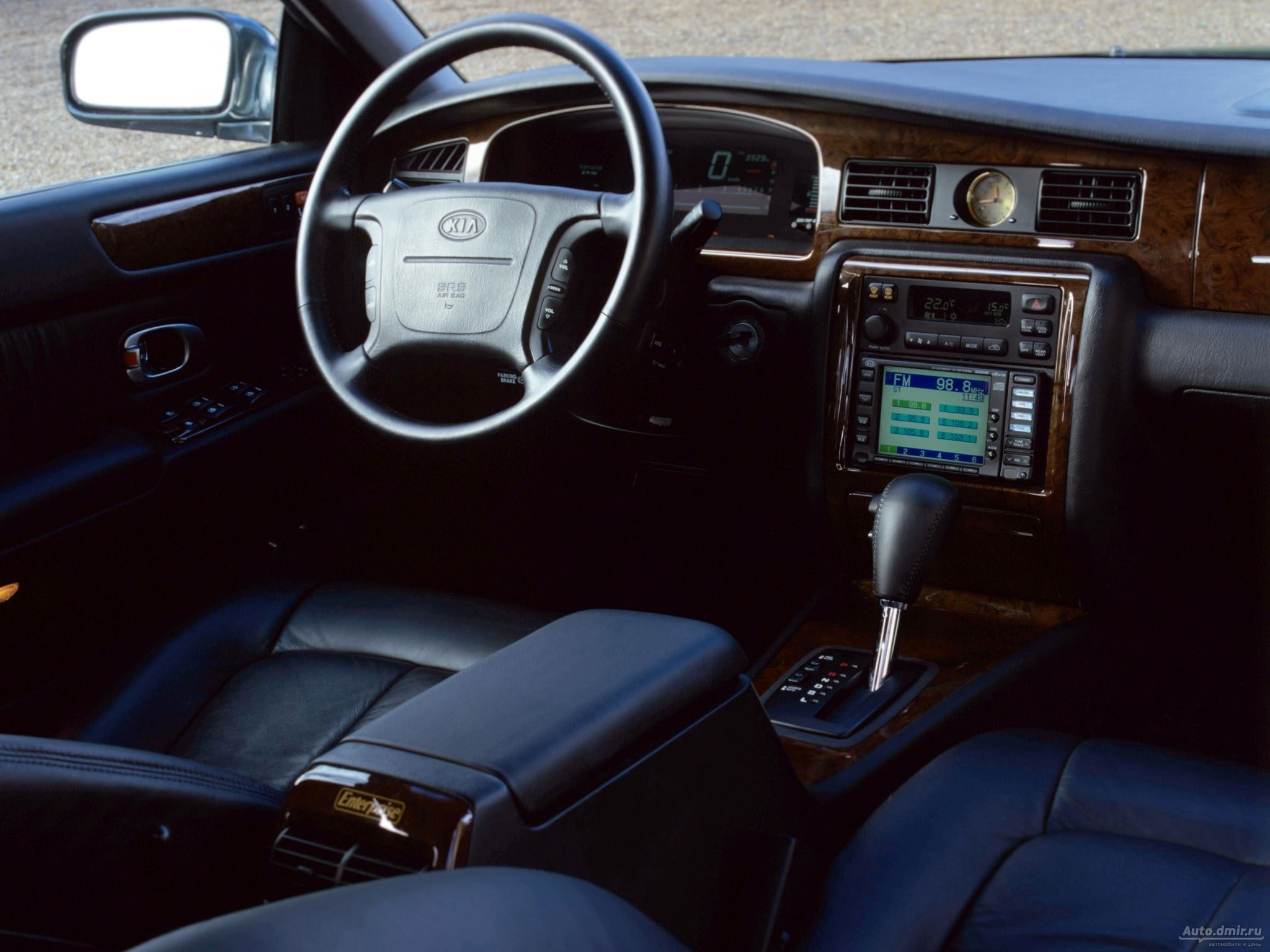
Kia Enterprise (салон)